# カニバリゼーション (マーケティング)
カニバリゼーション（英：cannibalization）とは、マーケティング戦略の文脈では、同じ生産者による新製品導入の結果、既存製品の販売量、販売売上、市場シェアが減少することを指す。短縮してカニバリ、カニバリゼーションすることをカニバる、ということもある。

## 説明
電子商取引では、一部の企業は、オンライン製品の低価格を通じて小売売上高を意図的にカニバリゼーションしている。特に以前に小売価格に固定されていた場合は、通常よりも多くの消費者が割引商品を購入する可能性がある。店舗での売上は減少しても、会社全体で利益が見られる可能性がある。
カニバリゼーションの別の例は、小売業者が特定の製品を期間限定のプロモーションで割引するときに発生する。消費者は、より高い価格で競合する製品ではなく、割引された製品を購入する傾向があるため販売数が増加する。ただし、プロモーションイベントが終了して価格が通常に戻ると、販売数増加の効果はなくなる傾向がある。消費者行動のこの一時的な変化は、カニバリゼーションとして説明できるが、通常は、カニバリゼーションというフレーズをこの件では使用しない。
新製品プロジェクトにおける売上評価では、新製品から生み出される推定利益は、カニバリゼーションで失われる売上分を差し引いて評価する必要がある。
カニバリゼーションのもう1つの一般的なケースは、企業、特に小売企業が互いに近すぎる店舗を開いて、事実上、同じ顧客をめぐって競合する場合である。スターバックスやマクドナルドなど、ある地域に多くの店舗を持つ企業を検討する場合、カニバリゼーションの可能性についてよく議論される。
カニバリゼーションは、組織がブランド拡張を実行することを目的とする場合、マーケティング戦略における重要な問題である。通常、ブランド拡張が1つのサブカテゴリ（例：マールボロ）から別のサブカテゴリ（例：マールボロライト）に実行される場合、前者の売上の一部が後者に奪われる。ただし、そのような拡張の戦略的意図が、既存のセグメントでの潜在的な売上損失にもかかわらず、異なる市場セグメントのより大きな市場を獲得することである場合、新製品の発売の動きは「カニバリゼーション戦略」と呼ぶことができる。21世紀に入ってから乗用車セグメントが飛躍的に伸びているインドでは、小型車セグメントのリーダーであったマルチ800と同じサブカテゴリーで、マルテ・スズキがスズキアルトを発売した。ヒュンダイ自動車との競争は、カニバリゼーション戦略の典型的な事例であると見られている。
自身とのカニバリゼーションを行っている企業では、効果的に自社と競争している。企業がこれを行う主な理由は2つあります。第一に、同社は市場シェアを拡大したいと考えており、新製品の導入は自社よりも他の競合他社に害を及ぼすと賭けている。第二に、会社は新製品が最初の製品よりも売れる、または別の種類のバイヤーに売れると信じている可能性がある。たとえば、会社が自動車を製造し、後でトラックの製造を開始する場合、どちらの製品も同じ一般市場（ドライバー）にアピールするが、一方が他方よりも個人のニーズに合う可能性がある。ただし、自身とのカニバリゼーションはしばしば悪影響を及ぼす。自動車メーカーの顧客ベースが自動車の代わりにトラックを購入し始め、トラックの売上は良好になるが、会社の市場シェアは増加せず、減少する可能性さえある。これは、市場のカニバリゼーションとも呼ばれる。
最後に、カニバリゼーションは検索エンジン最適化（SEO）業界でも頻発する。それはキーワードのカニバリゼーションとして知られている。キーワードのカニバリゼーションは、ウェブサイトの複数のページが特に同じコンテンツをターゲットにしている場合に発生し、検索エンジンが検索クエリに最も関連性の高いページを特定するのが困難になるため、必ずしもウェブサイトの訪問者に最も多く見てもらいたい意図したページを宣伝するとは限らなくなることを指す。2017年にRankBrainがアルゴリズムに導入されて以来、カニバリゼーションページの問題がより一般的になった。Googleは現在、ユーザーの操作結果で（トピックの関連性に加えて）上位にランク付けするものを決定しているため、さまざまな種類の検索ワードでランク付けされるページの順位変動が大きくなっている。
カニバリゼーションは本質的にネガティブに見えるかもしれないが、慎重に計画された戦略の下では、最終的に市場を成長させたり、消費者の需要をよりよく効果的に満たすことができる。
カニバリゼーションは、製品ポートフォリオ分析における重要な考慮事項でもある。たとえば、AppleがiPadを発表したとき、それは当初、元のMacintoshから売上を奪ったが、最終的には消費者向けコンピューティングハードウェアの市場を拡大した。